# Konkursy ACB

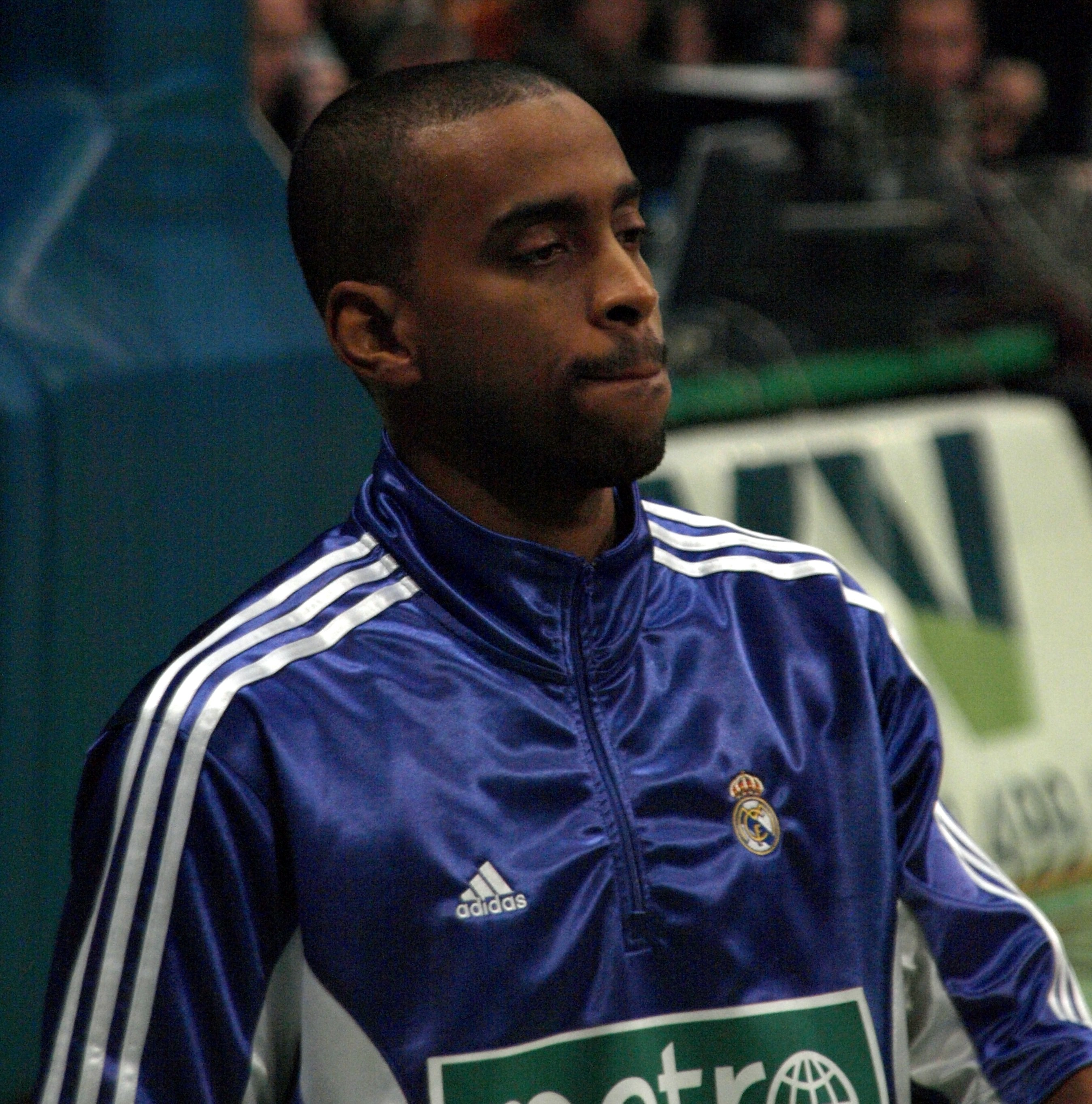
Louis Bullock, trzykrotny zwycięzca knkursu rzutów za 3 punkty.

Konkursy ACB – konkursy rzutów za 3 punkty i wsadów organizowane przez ligę ACB, na początku podczas meczu gwiazd ligi ACB, a, obecnie superpucharu Hiszpanii. Rozgrywania konkursu wsadów zaprzestano w 2014.
Od lat 90. do sezonu 2002/2003 konkursy były organizowane podczas weekendowego festiwalu ACB, nazywanego Showtime ACB. Od rozgrywek 1991/1992 do 1994/1995 Showtime ACB było organizowane przez ULEB i występowały w nim gwiazdy zarówno ACB, jak i ligi włoskiej. W 2003 władze ACB zadecydowały, aby nie organizować więcej spotkań gwiazd ligi.
Od 2004 konkursy są rozgrywane podczas superpucharu Hiszpanii, z wyjątkiem sezonu  2011/2012, kiedy nie zostały zorganizowane i 2012/2013, gdy zostały rozegrane w kwaterze Endesa, nowego, głównego sponsora ligi hiszpańskiej. 

## Konkurs rzutów za 3 punkty
Konkurs rzutów za 3 punkty na taki sam format, jak ten w NBA. W edycjach 2009–10 i 2010–11 wprowadzono dodatkowo magiczny rzut z odległości ośmiu metrów, który był wart 4 punkty.
Do niektórych edycji konkursu zapraszano koszykarki z ligi LFB. W 2013 i 2014 do konkursu zaproszono rekordzistę Josha Rugglesa.

(x) – cyfra w nawiasie oznacza kolejne zwycięstwo tego samego zawodnika
| Sezon   | Miejsce                | Zwycięzca            | Zespół                 | Finalista           | Zespół                 |
| ------- | ---------------------- | -------------------- | ---------------------- | ------------------- | ---------------------- |
| 1988–89 | Saragossa              | Brian Jackson        | CB Peñas Huesca        | Leon Wood           | CB Saragossa           |
| 1989–90 | Logroño                | Mark Davis           | CB Saragossa           | Óscar Cervantes     | Granollers EB          |
| 1990–91 | Saragossa              | Mark Davis (2)       | CB Saragossa           | Óscar Cervantes     | Granollers EB          |
| 1991–92 | Madryt                 | Óscar Cervantes      | Granollers EB          | Brian Jackson       | CB Peñas Huesca        |
| 1992–93 | Madryt                 | Danko Cvjetićanin    | CB Estudiantes         | Aleksandar Đorđević | Olimpia Mediolan       |
| 1993–94 | Rzym                   | Oscar Schmidt        | CB Valladolid          | Aleksandar Đorđević | Olimpia Mediolan       |
| 1994–95 | Walencja               | Aleksandar Đorđević  | Fortitudo Bolonia      | Dejan Bodiroga      | Olimpia Mediolan       |
| 1995–96 | Girona                 | Keith Jennings       | CB Estudiantes         | Alberto Herreros    | CB Estudiantes         |
| 1996–97 | Cáceres                | Juan Alberto Espil   | Saski Baskonia         | Raúl Pérez          | CDB Sewilla            |
| 1997–98 | Granada                | Alberto Herreros     | Real Madryt            | Roy Fisher          | Baloncesto León        |
| 1998–99 | Murcja                 | Alberto Herreros (2) | Real Madryt            | Berni Álvarez       | Walencja BC            |
| 1999–00 | Manresa                | Alberto Angulo       | Real Madryt            | Berni Álvarez       | Valencia BC            |
| 2000–01 | Málaga                 | Paco Vázquez         | Baloncesto Málaga      | David Wood          | Baloncesto Fuenlabrada |
| 2001–02 | Valladolid             | Jacobo Odriozola     | CB Breogán             | Raúl Pérez          | CB Valladolid          |
| 2002–03 | Alicante               | Raúl Pérez           | CDB Sewilla            | Jacobo Odriozola    | CB Valladolid          |
| 2004–05 | Málaga                 | Louis Bullock        | Real Madryt            | Donatas Slanina     | CDB Sewilla            |
| 2005–06 | Granada                | Nebojša Bogavac      | CB Breogán             | Raúl Pérez          | CDB Sewilla            |
| 2006–07 | Málaga                 | Louis Bullock (2)    | Real Madryt            | Marlon Garnett      | CB Estudiantes         |
| 2007–08 | Bilbao                 | Igor Rakočević       | Saski Baskonia         | Louis Bullock       | Real Madryt            |
| 2008–09 | Saragossa              | Louis Bullock (3)    | Real Madryt            | Demond Mallet       | Joventut Badalona      |
| 2009–10 | Las Palmas             | Pedro Robles         | CB Murcia              | Serhij Hładyr       | Bàsquet Manresa        |
| 2010–11 | Bilbao                 | Serhij Hładyr        | Bàsquet Manresa        | Jimmy Baron         | Gipuzkoa BC            |
| 2012–13 | Madryt                 | Serhij Hładyr (2)    | Baloncesto Fuenlabrada | Rafa Martínez       | Walencja BC            |
| 2013–14 | Vitoria-Gasteiz        | Josh Ruggles         | (amator)               | Jaycee Carroll      | Real Madryt            |
| 2014–15 | Vitoria-Gasteiz        | Josh Ruggles (2)     | (amator)               | Jaycee Carroll      | Real Madryt            |
| 2015–16 | Málaga                 | Jaycee Carroll       | Real Madryt            | Demond Mallet       | Joventut Badalona      |
| 2016–17 | Vitoria-Gasteiz        | Jaycee Carroll (2)   | Real Madryt            | Alberto Corbacho    | Obradoiro CAB          |
| 2017–18 | Las Palmas             | Marcus Eriksson      | CB Gran Canaria        | Lucio Redivo        | Bilbao Basket          |
| 2018–19 | Santiago de Compostela | Matt Thomas          | Walencja Basket        | Óscar Herrero       | (amator)               |
| 2019–20 | Madryt                 | Brock Motum          | Walencja Basket        | Marko Popović       | (zakończył karierę)    |

## Konkurs wsadów
| Sezon   | Miejsce    | Zwycięzca             | Zespół                  | Finalista         | Zespół                  |
| ------- | ---------- | --------------------- | ----------------------- | ----------------- | ----------------------- |
| 1985–86 | Don Benito | David Russell         | CB Estudiantes          | Wayne Robinson    | Real Madryt             |
| 1988–89 | Saragossa  | David Russell (2)     | CB Estudiantes          | Wayne Robinson    | Granollers EB           |
| 1988–89 | Saragossa  | Mike Smith            | CB Maristas de Málaga   | Dan Bingenheimer  | CB Canarias             |
| 1989–90 | Logroño    | Rickie Winslow        | CB Estudiantes          | Juan Rosa         | CB Girona               |
| 1990–91 | Saragossa  | Shelton Jones         | CB Collado Villalba     | David Benoit      | CB Maristas de Málaga   |
| 1991–92 | Madryt     | Kenny Walker          | Granollers EB           | Henry Turner      | CB Collado Villalba     |
| 1992–93 | Madryt     | Chandler Thompson     | Club Ourense Baloncesto | Antonio Davis     | Olimpia Mediolan        |
| 1994–95 | Walencja   | Chandler Thompson (2) | Club Ourense Baloncesto | Darrell Armstrong | Club Ourense Baloncesto |
| 1995–96 | Girona     | Chandler Thompson (3) | CB Estudiantes          | Glen Whisby       | Gijón Baloncesto        |
| 1996–97 | Cáceres    | Stanley Jackson       | Cáceres CB              | Diego Fajardo     | CB Valladolid           |
| 1997–98 | Granada    | Chandler Thompson (4) | CB Estudiantes          | Jackie Espinosa   | Joventut Badalona       |
| 1998–99 | Murcja     | Gaylon Nickerson      | CB Valladolid           | Rico Hill         | Baloncesto Fuenlabrada  |
| 1999–00 | Manresa    | Nate Higgs            | Bàsquet Manresa         | Glen Whisby       | Gijón Baloncesto        |
| 2000–01 | Málaga     | Francisco Elson       | FC Barcelona            | Bienvenue Kindoki | CB Gran Canaria         |
| 2001–02 | Valladolid | Aarón Cuellar         | (amator)                | Antonio Granger   | CDB Sewilla             |
| 2002–03 | Alicante   | Jerod Ward            | CB Granada              | Wálter Herrmann   | Baloncesto Fuenlabrada  |
| 2004–05 | Málaga     | Mickaël Gelabale      | Real Madryt             | Sergi Vidal       | Saski Baskonia          |
| 2005–06 | Granada    | Mickaël Gelabale (2)  | Real Madryt             | Saúl Blanco       | Baloncesto Fuenlabrada  |
| 2006–07 | Málaga     | Florent Piétrus       | Baloncesto Málaga       | Saúl Blanco       | Baloncesto Fuenlabrada  |
| 2007–08 | Bilbao     | Víctor Claver         | Valencia BC             | James Singleton   | Saski Baskonia          |
| 2008–09 | Saragossa  | Serge Ibaka           | Bàsquet Manresa         | Pops Mensah-Bonsu | Joventut Badalona       |
| 2009–10 | Las Palmas | Christian Eyenga      | Joventut Badalona       | Sergio Llull      | Real Madryt             |
| 2010–11 | Bilbao     | Tomáš Satoranský      | CDB Sewilla             | Jarosław Korolow  | CB Granada              |
| 2012–13 | Madryt     | James Gist            | Baloncesto Málaga       | Tomáš Satoranský  | CDB Sewilla             |